# Mycerinopsis subunicolor
Mycerinopsis subunicolor är en skalbaggsart som beskrevs av Stefan von Breuning 1968. Mycerinopsis subunicolor ingår i släktet Mycerinopsis och familjen långhorningar.
Artens utbredningsområde är Laos. Inga underarter finns listade i Catalogue of Life.